# Kanton Mennetou-sur-Cher
Der Kanton Mennetou-sur-Cher war bis 2015 ein französischer Wahlkreis im Arrondissement Romorantin-Lanthenay, im Département Loir-et-Cher und in der Region Centre-Val de Loire; sein Hauptort war Mennetou-sur-Cher. Vertreter im Generalrat des Départements war zuletzt von 2001 bis 2015, wiedergewählt 2008, Jean-Louis Marchenoir (zunächst PS, dann parteilos).
Der Kanton war 186,85 km² groß und hatte 7393 Einwohner (2012).

## Gemeinden
Der Kanton umfasste die Wahlberechtigten aus acht Gemeinden:
| Gemeinde               | Einwohner Jahr | Fläche km² | Bevölkerungsdichte | Code INSEE | Postleitzahl |
| ---------------------- | -------------- | ---------- | ------------------ | ---------- | ------------ |
| La Chapelle-Montmartin | 422 (2013)     | 10,72      | 39 Einw./km²       | 41038      | 41320        |
| Châtres-sur-Cher       | 1110 (2013)    | 35,33      | 31 Einw./km²       | 41044      | 41320        |
| Langon-sur-Cher        | 857 (2013)     | 38,82      | 22 Einw./km²       | 41110      | 41320        |
| Maray                  | 232 (2013)     | 27,8       | 8 Einw./km²        | 41122      | 41320        |
| Mennetou-sur-Cher      | 886 (2013)     | 16,26      | 54 Einw./km²       | 41135      | 41320        |
| Saint-Julien-sur-Cher  | 769 (2013)     | 15,99      | 48 Einw./km²       | 41218      | 41320        |
| Saint-Loup             | 373 (2013)     | 14,7       | 25 Einw./km²       | 41222      | 41320        |
| Villefranche-sur-Cher  | 2764 (2013)    | 27,23      | 102 Einw./km²      | 41280      | 41200        |